# Hind Azouz
Pour les articles homonymes, voir Azouz.
Hind Azouz, née le 18 août 1926 à Tunis et morte le 8 février 2015, est une speakerine, productrice de radio et écrivaine tunisienne.
Disciple de Zoubeida Bchir ou Najiya Thamir, elle est considérée comme une pionnière de l'audiovisuel en Tunisie.

## Biographie
Autodidacte, Hind Azouz est speakerine à Radio Tunis, puis productrice et enfin responsable du bureau des projets du département littéraire de la radio.
Membre du club de la nouvelle d'El Ouardia, elle écrit des articles, des pièces de théâtre, des contes pour enfants ainsi que des nouvelles, dont le recueil Sur le long chemin, publié en 1969, où elle traite des conditions de vie des femmes de la classe moyenne et aborde des thèmes sensibles comme la contraception et l'avortement.
Elle meurt le 8 février 2015 à l'âge de 88 ans, et est inhumée le lendemain.